# Óscar González
Óscar Mario González (Montevideo, 10 november 1923 – Montevideo, 5 november 2006) was een Formule 1-coureur uit Uruguay. Hij reed in 1956 1 Grand Prix voor het team Maserati.